# Gare de Tønsberg
La gare de Tønsberg est une gare ferroviaire norvégienne, située dans la commune de Tønsberg.

## Situation ferroviaire
La gare est située dans la commune de Tønsberg, dans le comté du Vestfold, et se trouve à 113,9 km d'Oslo.

## Service des voyageurs

### Accueil
La gare possède un parking de 220 places et un parc à vélo. Dans le bâtiment on trouve des guichets mais aussi des automates, un service de consigne des bagages, un kiosque et un ascenseur, ainsi qu'une salle d'attente et des aubettes sur les quais.

### Desserte
La gare est desservie par la ligne régionale R11 qui relie Skien à Oslo et Eidsvoll.

### Intermodalité
Un arrêt de bus se trouve à 200 mètres de la gare. Les lignes qui s'y arrêtent desservent Nøtterøy, Tjøme et Horten. On compte également une station de taxi.